# Radoslav Čáslavský
Radoslav Čáslavský (14. března 1925, Mladá Boleslav - 14. června 2012 Praha) byl český malíř a ilustrátor.

## Život a umělecká dráha
Narozen 14. března 1925 v Mladé Boleslavi, vyrůstal v Bělé pod Bezdězem. Od 40. let až do konce života žil v Praze. V letech 1941-1945 se vyučil chromolitografem. V letech 1945-1950 absolvoval pražskou UMPRUM v ateliéru dekorativní malby prof. Emila Filly. V roce 1951 byl přijat za člena spolku Mánes a zúčastnil se jeho poslední členské výstavy. Po ustavení SČVU vystavoval s jeho pobočkou Prahy 7, účastnil se „ Výstavy mladých“ v Brně, výstavy v Jízdárně pražského hradu a všech „Pražských salonů“ a výstavy žáků Fillovy školy v Turnově a Jičíně. Od roku 1957 pracoval jako výtvarník na výstavách a expozicích pro muzea v Bělé pod Bezdězem, v Doksech, pro Vojenské historické muzeum v Praze na Hradčanech a ve Kbelích. Po léta působil jako pedagog, naposledy na střední umělecko-průmyslové škole v Praze na Žižkově. 1960 – 1990 maloval krajiny v oblasti na Sázavě – Rataje nad Sázavou – Ledečko „Ratajské motivy“ vystavoval samostatně v říjnu – listopadu 1989 v Praze a v dubnu 1990 v Týnci nad Sázavou, v Ratajích nad Sázavou. Další samostatné výstavy: např.: KD v Praze 5, v Bělé pod Bezdězem, naposled v r. 2011 v Praze ve studiu Brick. Zúčastnil se také poslední výstavy žáků Fillovy školy v Kladně v r. 2008. Zemřel 14. 6. 2012.